# 杉湖

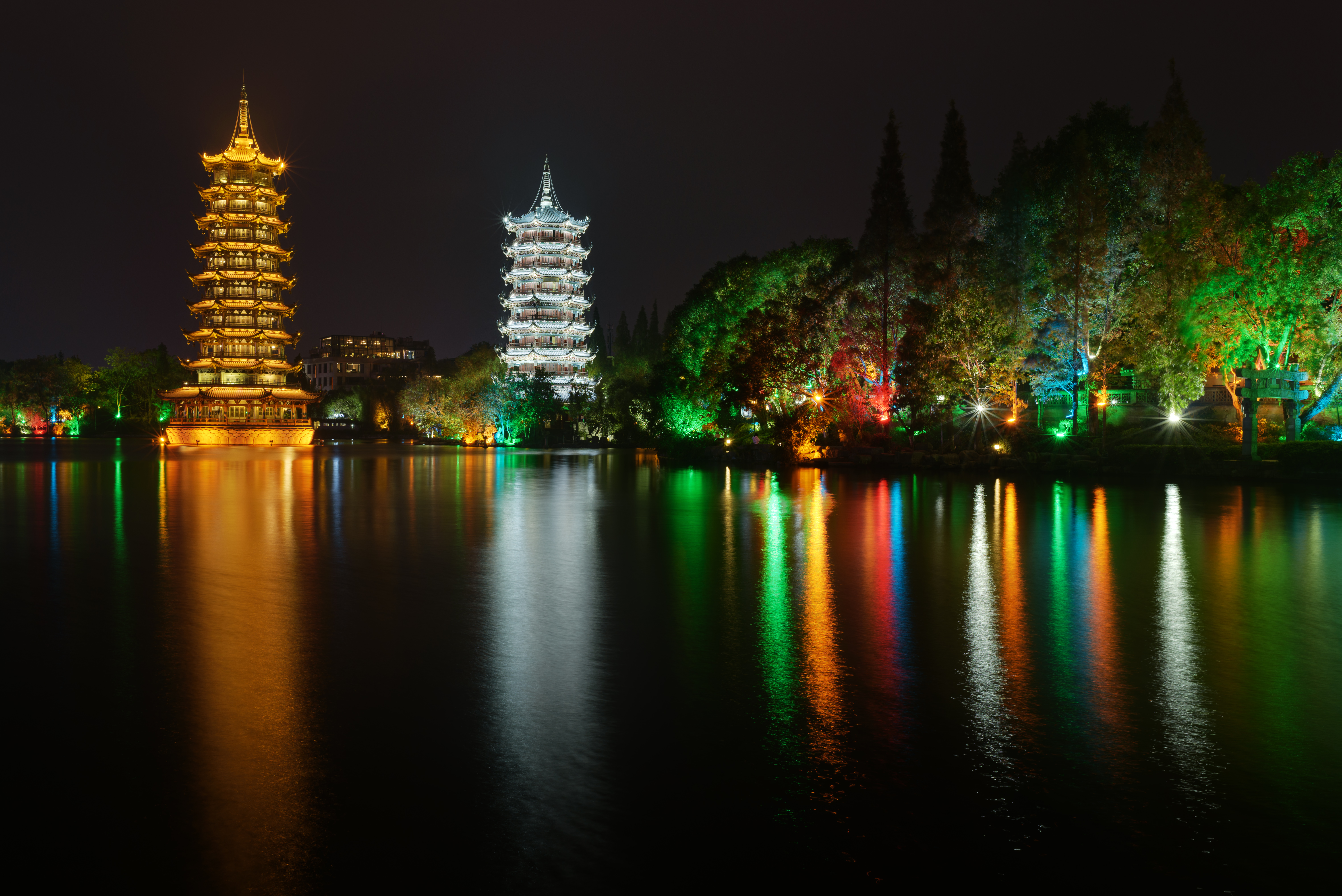
杉湖双塔夜景

杉湖位于中国广西壮族自治区桂林市区中心，秀峰区、象山区接合处，阳桥的东侧，东面与漓江间隔一条滨江路，西接榕湖，因湖边长有杉树而命名。常与榕湖一起合称榕杉湖。杉湖与榕湖，都是宋代人工开掘的桂林城南护城河，合称阳塘。1950年以来，多次清理了塘下淤泥。
杉湖东西长约390米，平均宽度180米，水域面积7.02公顷，四个湖最深3米，最浅1.5米。
杉湖南岸有李宗仁的官邸，是一座中西结合式的别墅式建筑；湖内有高耸在杉湖岛上的日月双塔；杉湖北岸有杉湖十子浮雕。